# Guerra Civil Equatoriana de 1932
A guerra civil de 1932 ou Guerra dos Quatro Dias foi um conflito civil equatoriano que opôs as forças do governo liberal do chefe do poder executivo Alfredo Baquerizo Moreno contra o bando dos rebeldes conservadores partidários de Neptalí Bonifaz.

## Antecedentes
A renúncia do presidente Isidro Ayora em 1931 produziu a convocação de novas eleições presidenciais para escolher seu sucessor.
Foram convocadas por Alfredo Baquerizo Moreno, que ao receber o encargo do poder executivo prometeu que garantiria a liberdade eleitoral, e que durante o seu período interino ressuscitaria o voto livre e o eleitorado nacional.
Os candidatos foram: Neptalí Bonifaz, pelo Partido Conservador Equatoriano, apoiado pela Compactación Obrera Nacional e um setor liberal dissidente; Modesto Larrea, pelo Partido Liberal Radical Equatoriano e pela esquerda; e o Tenente-Coronel Ildefonso Mendoza, um independente apoiado pelo Partido Socialista Equatoriano e cidadãos de diferentes tendências políticas.

## Desenrolar
Neptalí Bonifaz Ascázubi foi eleito presidente do Equador, no entanto, em 20 de agosto de 1932, o presidente eleito foi desqualificado pelo Congresso equatoriano, sendo declarado "inapto para exercer a Presidência", ao atribuir-se a nacionalidade peruana por meio de correspondência, em meio a acusações políticas.
Em 28 de agosto de 1932, como resultado da decisão do Congresso, a guarnição da capital (Quito), juntamente com o Compactación Obrera Nacional e os cidadãos favoráveis a Neptalí Bonifaz, iniciaram um levante.
A Compactación Obrera Nacional e partidários saíram às ruas para apoiar os batalhões que respaldavam Neptalí Bonifaz e procuraram armas nos quartéis; por esse motivo, Alfredo Baquerizo Moreno, encarregado do poder executivo naqueles momentos difíceis, teve que se refugiar na embaixada argentina depois de colocar a liderança do país nas mãos de Carlos Freile Larrea.
Houve um confronto sangrento entre os rebeldes e as tropas leais ao governo que, chegando de outras províncias, buscavam conquistar Quito e acabar com o levante.

## Consequências
Este episódio, no qual morreram mais de duas mil pessoas, culminou com a rendição dos insurgentes em 1 de setembro de 1932 e o compromisso entre as partes opositoras de confiar temporariamente o poder executivo a Alberto Guerrero Martínez até a convocação de novas eleições presidenciais.